# Ekaterina Budanova
Ekaterina Vasil'evna Budanova, detta Katja (in russo Екатерина Васильевна Буданова?; Konopljanka, 6 dicembre 1916 – Novokrasnovka, 19 luglio 1943), è stata un'aviatrice sovietica, asso dell'aviazione in forza alla aeronautica militare russa durante la seconda guerra mondiale. Con un totale di 11 vittorie aeree, è uno dei due assi donna della storia, insieme a Lidija Litvjak.

## Biografia
Katja nacque in una famiglia di contadini nel villaggio di Konopljansa, nell'oblast' di Smolensk. Mentre lavorava come operaia in una fabbrica di aerei a Mosca, si interessò all'aviazione e si iscrisse a un aeroclub, dove fu addestrata al pilotaggio. 
Lavorò come istruttore di volo a partire dal 1937. Prese parte a diverse parate aeree, pilotando il monoposto Yakovlev UT-1. 

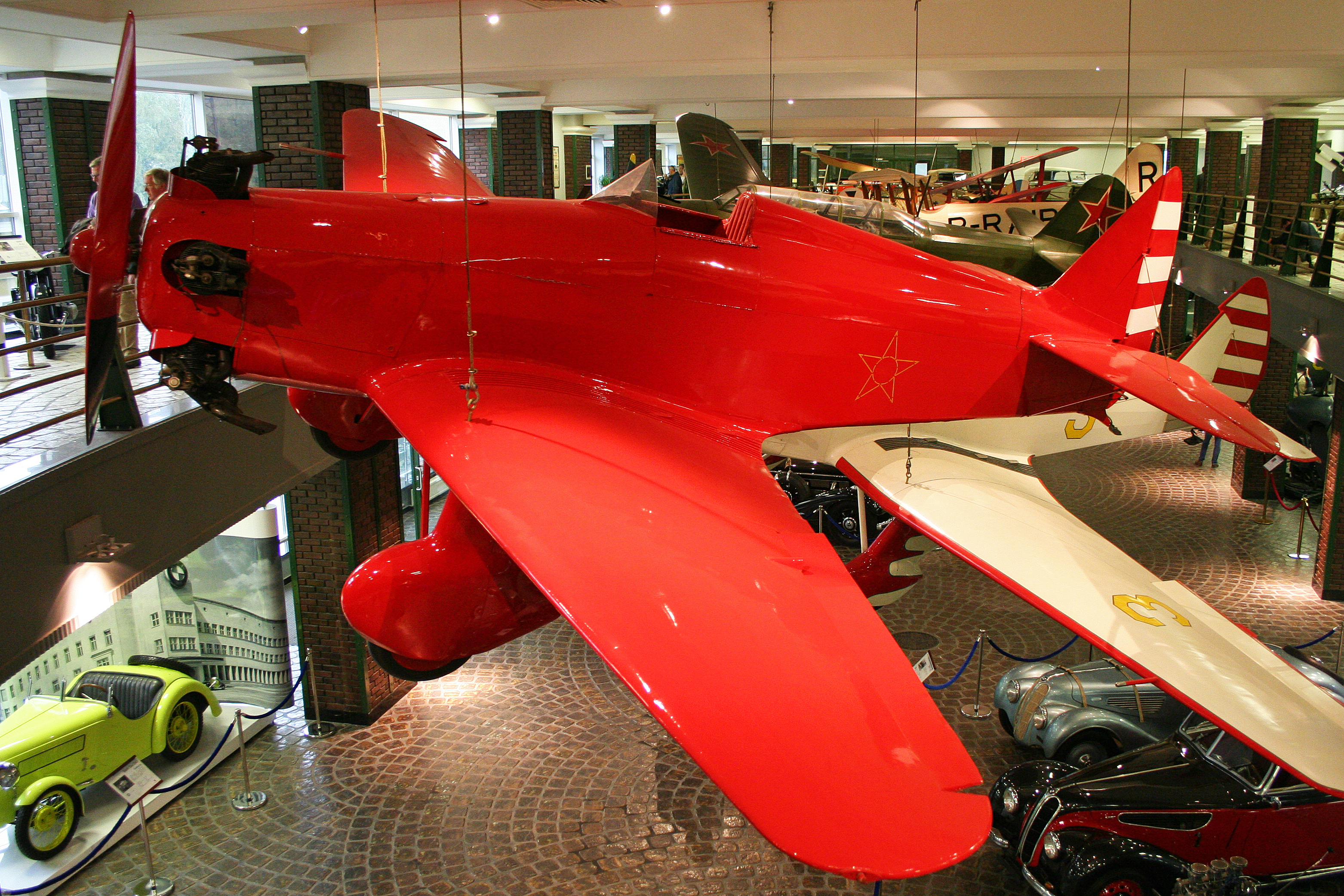
Uno Yakovlev UT-1 conservato al museo Zadorozhny a Mosca

### Grande guerra patriottica
Dopo l'attacco tedesco all'Unione Sovietica nel giugno 1941 si arruolò nell'aeronautica militare. Dopo l'addestramento nel 122º Gruppo aereo, costituito da Marina Raskova, venne assegnata al 586º Reggimento caccia (586 IAP). Quest'unità era formata interamente da donne pilota. Svolse la sua prima missione di combattimento nell'aprile del 1942 sopra Saratov. Il 10 settembre, venne trasferita, insieme a Lidija Litvjak, Maria M. Kuznecova e Raisa Beljaeva, al 437 IAP, con base a Verchnjaja Achtuba, nei dintorni di Stalingrado. Si fece ben presto conoscere per la sua aggressività in combattimento e per la sua abilità di pilotaggio ai comandi del caccia Yakovlev Yak-1.
Secondo alcuni storici, abbatté il suo primo aereo — un caccia tedesco Messerschmitt Bf 109 — il 14 settembre  1942, in collaborazione con Lidija Litvjak. Per altri si trattava invece di una vittoria individuale. 
Il 2 ottobre 1942, secondo l'archivista ufficiosa del reggimento Ekaterina K. Polunina, Budanova ottenne le sue due prime vittorie aeree individuali, abbattendo un bimotore da bombardamento Junkers Ju 88 ed un Bf 109. Tuttavia, il meccanico di aereo della Budanova (e della Litvjak), Inna Pasportnikova, scrisse che abbatté il suo primo aereo il 6 ottobre, quando attaccò 13 Ju 88 da sola.
Dall'ottobre 1942 al gennaio 1943 Budanova e Litvjak prestarono servizio, sempre nell'area di Stalingrado, con il 9º Reggimento caccia delle guardie, comandato dall'Eroe dell'Unione Sovietica Lev Šestakov. Questa unità era costituita da assi o da piloti considerati potenziali assi.
Uno di questi era Vladimir Dmitrievič Lavrinenkov, che finì la guerra con 46 vittorie (11 in collaborazione). 
La Budanova – ricordava dopo la guerra – era alta, portava i capelli corti “e nella sua tenuta di volo si distingueva appena dai piloti maschi". Lavrinenkov descriveva la Budanova come un  "tipo allegro e vivace", mentre la Litvyak appariva "pensierosa e quieta". Entrambe, però, sottolineava Lavrinenkov, erano eccellenti piloti. Subito dopo il loro arrivo al reggimento volavano quasi sempre in coppia, ma presto Litvyak e Budanova iniziarono a volare come gregari di piloti maschi.

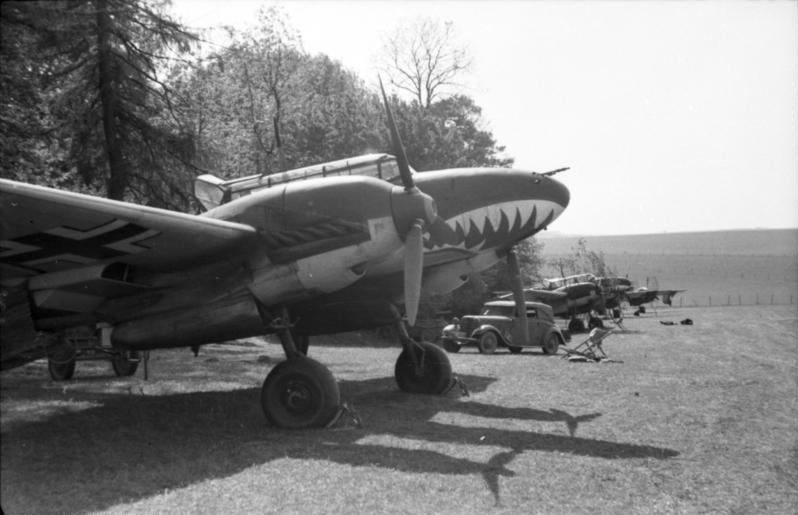
Squadra di Messerschmitt Bf 110. Katja Budanova abbatté due aerei di questo tipo il 10 dicembre 1942. Era la sua prima doppia vittoria

Il 10 dicembre Katja abbatté due Messerschmitt Bf 110. Nei mesi seguenti le furono accreditati diversi altri abbattimenti di aerei.
Nel gennaio 1943, insieme alla sua amica Litvyak, venne trasferita al 73º Reggimento della Guardie da Caccia, appartenente all'8ª Armata Aerea. Subito dopo le venne riconosciuto il titolo di “cacciatrice libera”, assegnato a piloti particolarmente aggressivi e abili nell'abbattere aerei nemici. La mattina del 10 febbraio 1943, nel cielo di Rostov sul Don, abbatté un Focke-Wulf Fw 190 insieme allo Starshij Lejtenant Nikolaj Demkin ed al gregario Lejtenant Boris Gorkhiver.
Il 23 febbraio le fu conferito l'Ordine della Stella Rossa. Il 9 marzo 1943, tra le 17.30 e le 18.30, abbatté un Bf 109 insieme al Lejtenant Oleg Filipchenko. Il 20 aprile la rivista Ogonëk, un settimanale giovanile politico-letterario, pubblicò in copertina una foto della Budanova e della Litvjak. All'interno del periodico, un articolo celebrava - in stile sovietico - i loro successi collettivi, più che individuali, fornendo il totale degli aerei abbattuti dalle due aviatrici.
Il 30 maggio, sotto il comando di Sošnikov, fece precipitare in collaborazione un altro Bf 109.
All'inizio del giugno 1943 aveva al suo attivo sei vittorie. I pesanti combattimenti su Rostov-sul-Don, durante la liberazione del Donbass, le diedero l'opportunità di raggiungere il numero di 11 vittorie aeree.

### L'ultima missione

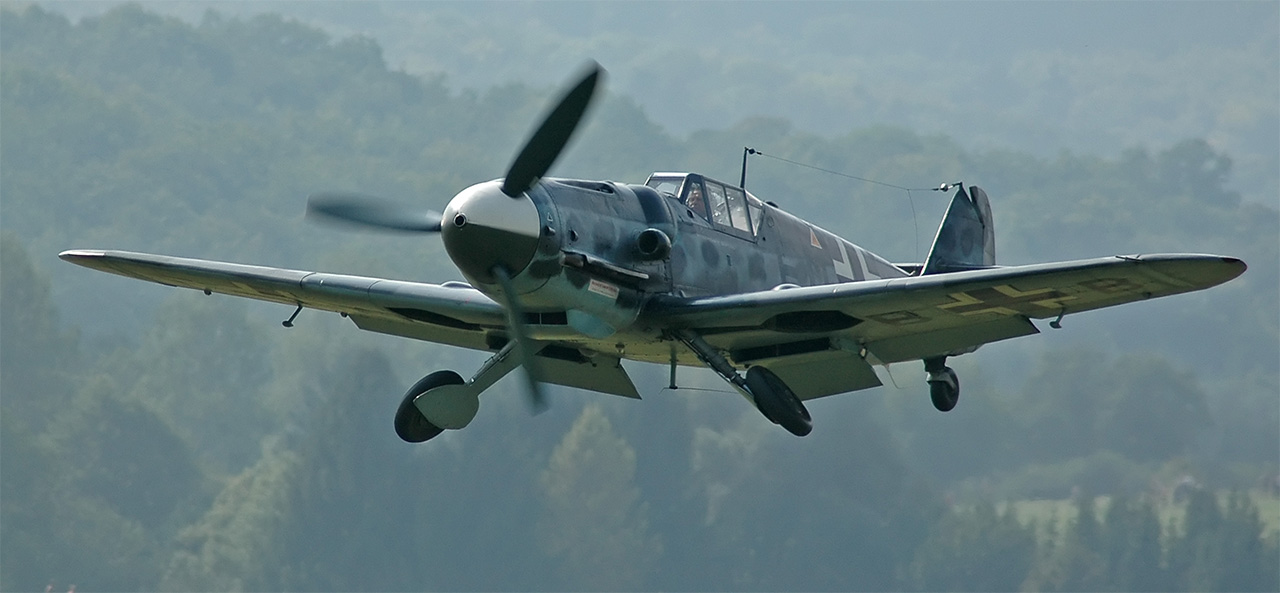
Un Bf 109G (restaurato e rimesso in grado di volare): la Budanova restò uccisa in un duello aereo con caccia di questo tipo il 19 luglio 1943

Il 19 luglio 1943 Katja decollò per una missione di scorta. Nei pressi della città di Antracit, nell'Oblast' di Lugansk, venne coinvolta in un violento combattimento aereo. Ricordava in seguito Inna Pasportnikova: 
 "Avvistò tre Messerschmitt diretti ad attaccare un gruppo di bombardieri sovietici. Katja li intercettò e sviò il loro attacco. Allora un disperato combattimento si sviluppò  in cielo. Katja riuscì a centrare un caccia tedesco nel suo collimatore e a crivellarlo di colpi. Era il quinto aereo che abbatteva personalmente. Poi il suo caccia cabrò in alto e piombò su un altro Messer e lo colpì ripetutamente. Questo secondo caccia fuggì verso ovest lasciando una scia di fumo. Ma anche l'aereo dalle stelle rosse di Katja era stato colpito. Lingue di fuoco già lambivano le sue ali. Katja riuscì ad estinguere le fiamme e a compiere un atterraggio di emergenza nella “terra di nessuno”. Alcuni contadini del posto raggiunsero il suo aereo e la estrassero dall'abitacolo, ma Katja era già morta. La seppellirono in un campo alla periferia del villaggio di Novokrasnovka."

## Controversie sul numero degli abbattimenti
Differenti pubblicazioni, di diversi storici, riportano cifre diverse sul numero degli abbattimenti della Budanova. 
Il numero sul quale sembra esserci una maggiore concordanza da parte dei diversi storici è di  11 vittorie aeree (6 individuali e 5 di gruppo). Secondo alcuni autori, ella ottenne, invece, 11 vittorie individuali.
Tuttavia, la Pasportnikova affermava che la Budanova aveva soltanto cinque vittorie individuali al momento della sua morte.
Al momento della sua scomparsa, la Budanova era stata decorata due volte con l'Ordine della Guerra Patriottica. Sebbene fosse stata avanzata la candidatura per il suo ottenimento, non le fu concesso il titolo di Eroe dell'Unione Sovietica durante la guerra. Il primo ottobre 1993 le venne concesso il titolo di Eroe della Federazione Russa, alla memoria.

## Decorazioni

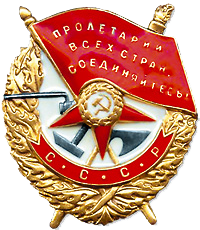
Ordine della Bandiera rossa
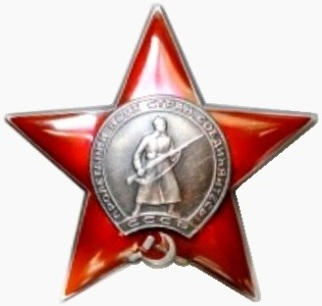
Ordine della Stella Rossa
Ordine della Guerra Patriottica (alla memoria)
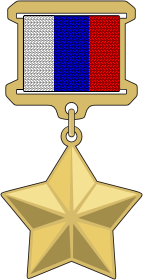
Eroe della Federazione Russa (alla memoria)